# Horsmakreel
De horsmakreel of beter de Atlantische horsmakreel (Trachurus trachurus) is een straalvinnige vis, de typesoort uit de familie van horsmakrelen (Carangidae) uit de orde van baarsachtigen (Perciformes). De vis is gemiddeld tussen de 22 en 30 cm, maar kan maximaal 70 cm lang en 2 kg zwaar worden. Er zijn twee rugvinnen, de voorste met 8 vinstralen, de achterste met 23-34 vinstralen. De aarsvin heeft 25-34 vinstralen.

## Leefomgeving
De Atlantische horsmakreel komt voor in zeewater en leeft in de oostelijke Atlantische Oceaan van Noorwegen tot Zuid-Afrika, tot Mozambique en in de Middellandse Zee. De diepteverspreiding is 0 tot 1000 m onder het wateroppervlak. De populatie in de Noordzee paait in de zomer in het zuidelijk deel en trekt dan naar het centrale deel van de Noordzee, het Skagerrak en het Kattegat.

Langs de kusten van de Lage Landen is dit in de zomermaanden een algemene zeevis.

## Relatie tot de mens

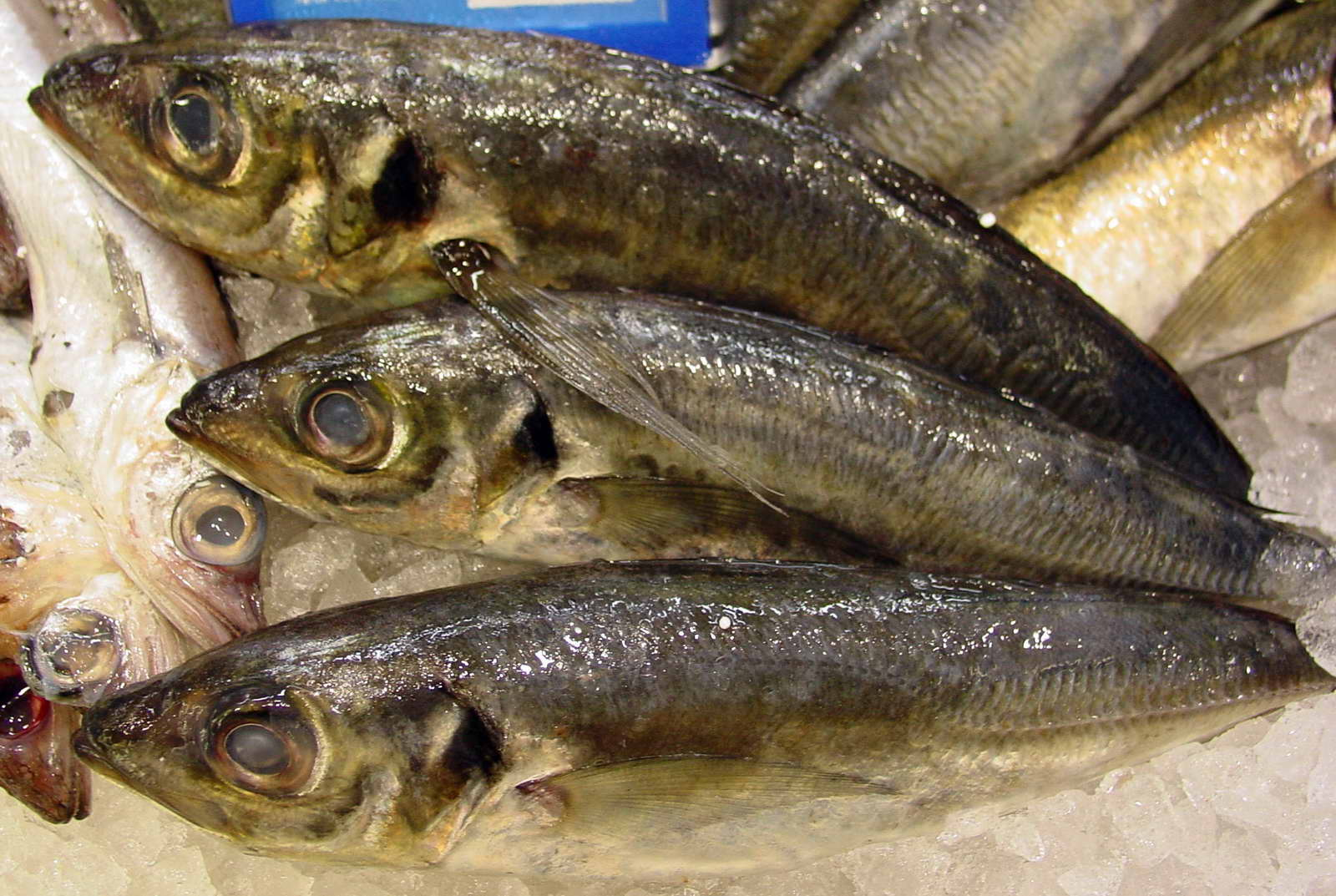
Horsmakrelen op de vismarkt

De horsmakreel is voor de beroepsvisserij van groot belang. Bij zeehengelaars is de soort minder populair.